# شرکت شیمیایی یونایتد
شرکت شیمیایی یونایتد (قزاقی: Біріккен химиялық компания) شرکت دولتی صنایع شیمیایی قزاقستانی است، که در سال ۲۰۰۹ تأسیس شد.